# Stupava (Slowakei)
Stupava (deutsch Stampfen, ungarisch Stomfa) ist eine Stadt im Westen der Slowakei mit 12.850 Einwohnern (Stand 31. Dezember 2024), die zum Okres Malacky im Bratislavský kraj gehört.

## Geographie
Die Stadt befindet sich in der Landschaft Záhorie, genauer im südlichen Ausläufer des Tieflands Borská nížina, an den westlichen Ausläufern der Kleinen Karpaten. Quer durch die Stadt fließt der Stupavský potok im Einzugsgebiet der Malina, ein weiteres Fließgewässer ist die Mláka. Im Westen reicht das Stadtgebiet bis zur March, die hier die Grenze zu Österreich bildet. Das Stadtzentrum liegt auf einer Höhe von 182 m n.m. und ist 17 Kilometer von Bratislava sowie 19 Kilometer von Malacky entfernt (Straßenentfernung).
Der Ort wurde 1269 zum ersten Mal als Ztumpa erwähnt und gliedert sich heute in die offiziellen Teile Mást (deutsch Maaßt, ungarisch Mászt; 1953 eingemeindet – weiter unterteilt in Mást I, Mást II und Mást III) und Stupava (unterteilt in Stupava, Bystrická hora und Hrubé lúky).
Nachbargemeinden sind Lozorno im Norden und Nordosten, Borinka im Osten, kurz Bratislava (Stadtteil Záhorská Bystrica) und weiter Marianka im Südosten, erneut Záhorská Bystrica im Süden und Südwesten, Borinka (Katastralgemeinde Vačková) und Marchegg (A) im Westen sowie Vysoká pri Morave und Zohor im Nordwesten.

## Geschichte

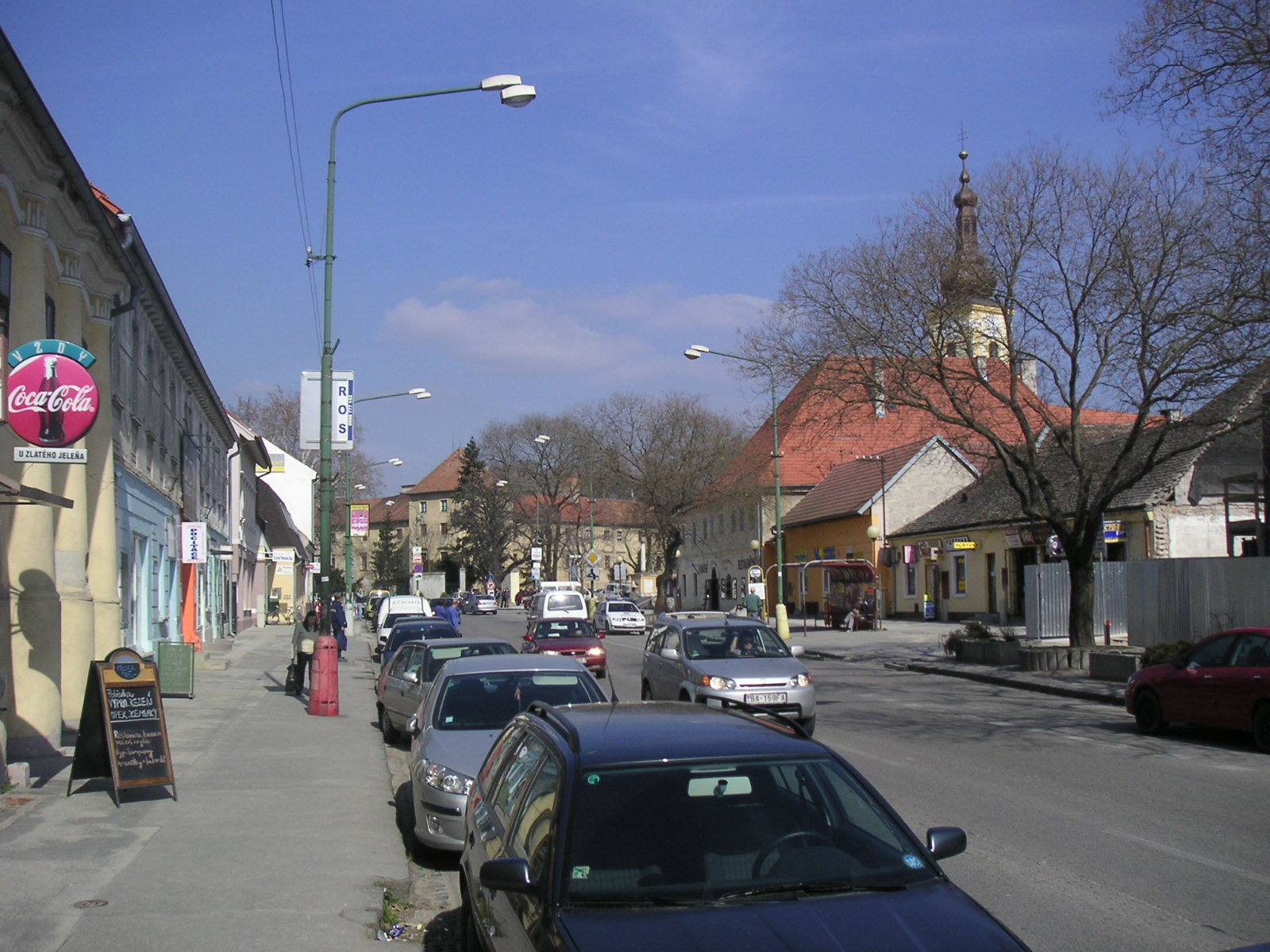
Blick auf die Hauptstraße

Die Gegend war schon in der Jungsteinzeit besiedelt. Auf Kelten folgten die Germanen. Zur Zeit der Römer gab es im Ortsgebiet zudem einen vorgeschobenen Wachposten. Viele der archäologischen Funde in den germanischen Siedlungen der Regionen belegen einen regen Austausch mit dem römischen Reich.
Der Ort wurde 1269 zum ersten Mal als Ztumpa erwähnt. Eine Wasserburg wird zwei Jahre später belegt, sie war zuerst königlicher Besitz und hatte später verschiedene Besitzer, bevor sie im 17. Jahrhundert in ein Schloss umgebaut wurde. Der Ort wurde 1443 zu einem Städtchen mit Jahrmarkt- und Marktrecht erhoben, die Rechten wurden dann 1560, 1610 und 1649 erweitert, des Weiteren befand sich hier ein Dreißigstamt sowie eine Mautstation. 1553 wurden 51 Porta verzeichnet, 1715 gab es Weingärten und 148 Steuerzahler, 1828 zählte man 461 Häuser und 3374 Einwohner, die als Gärtner, Landwirte, Winzer sowie Sauerkraut- und Obsthändler beschäftigt waren. Ab dem 18. Jahrhundert verbreitete sich in Stupava keramische Industrie.
Die Region war ab dem Spätmittelalter bis weit in die Türkenzeit hinein mehrheitlich von Deutschen besiedelt. Durch die Kriegswirren wanderten viele Slowaken und auch Kroaten ein. 1880 (Volkszählung) hatte die Stadt noch 27,1 % deutsche Einwohner, 1930 (Volkszählung) noch 2,6 %. 1945/46 wurde auch diese deutsche Restbevölkerung von der ČSR-Regierung Beneš nach Österreich und Deutschland vertrieben.

## Bevölkerung
| Jahr                | 1994 | 2004    | 2014     | 2024     |
| ------------------- | ---- | ------- | -------- | -------- |
| Anzahl der Personen | 7874 | 8283    | 10.235   | 12.850   |
| Unterschied         |      | +5,19 % | +23,56 % | +25,54 % |

| Jahr                | 2023   | 2024    |
| ------------------- | ------ | ------- |
| Anzahl der Personen | 12.803 | 12.850  |
| Unterschied         |        | +0,36 % |

Nach der Volkszählung 2011 wohnten in Stupava 9282 Einwohner, davon 8384 Slowaken, 67 Tschechen, 64 Magyaren, 16 Mährer, sieben Russinen, jeweils sechs Deutsche und Kroaten, vier Juden, jeweils drei Bulgaren und Serben, jeweils zwei Polen und Russen und ein Rom. 32 Einwohner gaben eine andere Ethnie an und 681 Einwohner machten keine Angabe zur Ethnie.
5444 Einwohner bekannten sich zur römisch-katholischen Kirche, 189 Einwohner zur Evangelischen Kirche A. B., 57 Einwohner zur griechisch-katholischen Kirche, jeweils 26 Einwohner zu den Zeugen Jehovas und zur orthodoxen Kirche, 22 Einwohner zur reformierten Kirche, 16 Einwohner zu den christlichen Gemeinden, 11 Einwohner zur tschechoslowakischen hussitischen Kirche, neun Einwohner zur Bahai-Religion, jeweils acht Einwohner zur Brüderbewegung und zur jüdischen Gemeinde, drei Einwohner zur apostolischen Kirche, jeweils zwei Einwohner zu den Baptisten und zur evangelisch-methodistischen Kirche sowie jeweils ein Einwohner zu den Mormonen und zu den Siebenten-Tags-Adventisten. 82 Einwohner bekannten sich zu einer anderen Konfession, 2135 Einwohner waren konfessionslos und bei 1240 Einwohnern wurde die Konfession nicht ermittelt.

## Sehenswürdigkeiten
- Schloss Stampfen, Renaissancebau aus dem 17. Jahrhundert auf den Fundamenten einer älteren Wasserburg, ehemals Zubehör der Burg Ballenstein und im Besitz der Grafen Pálffy und zuletzt der Grafen Károlyi; heute ein Altersheim.
- Katholische Kirche im Barockstil aus der 1. Hälfte des 17. Jahrhunderts
- steinerner Pranger (1766) vor der Kirche
- barocke Kalvarienbergkapelle vom Anfang des 18. Jahrhunderts
- Synagoge aus dem Jahr 1803
- Burg Ballenstein (slowakisch Hrad Pajštún), erstmals erwähnt 1273, erst als eine Schutzburg an der nordwestlichen Grenze des Königreiches Ungarn, in Ruinen seit dem 19. Jahrhundert liegt auf dem Gemeindegebiet von Stupava

## Wirtschaft
In Stupava ist ein Umspannwerk mit einer Anspeisung von 380 kV der beiden Kernkraftwerke Mochovce und Bohunice.

## Verkehr
Durch Stupava verläuft die Cesta I. triedy 2 („Straße 1. Ordnung“) von Malacky nach Bratislava, mit abzweigenden Straßen 3. Ordnung 1106 und 1108 nach Vysoká pri Morave beziehungsweise Borinka. In Mást beginnt die Cesta II. triedy 505 („Straße 2. Ordnung“) nach Devínska Nová Ves. Westlich der Stadt passiert die Autobahn D2 (E 65), mit dem Anschluss am Autobahnknoten Stupava (50) über einen Zubringer auf der Trasse der Autobahn D4.
Von 1901 bis 2008 hatte Stupava einen Bahnhof an der Bahnstrecke Devínske Jazero–Stupava. Die Gleise wurden 2012 abgebaut, seither sind nächstgelegene Bahnhöfe in Devínska Nová Ves und Zohor an der Bahnstrecke Devínska Nová Ves–Skalica na Slovensku.

## Galerie

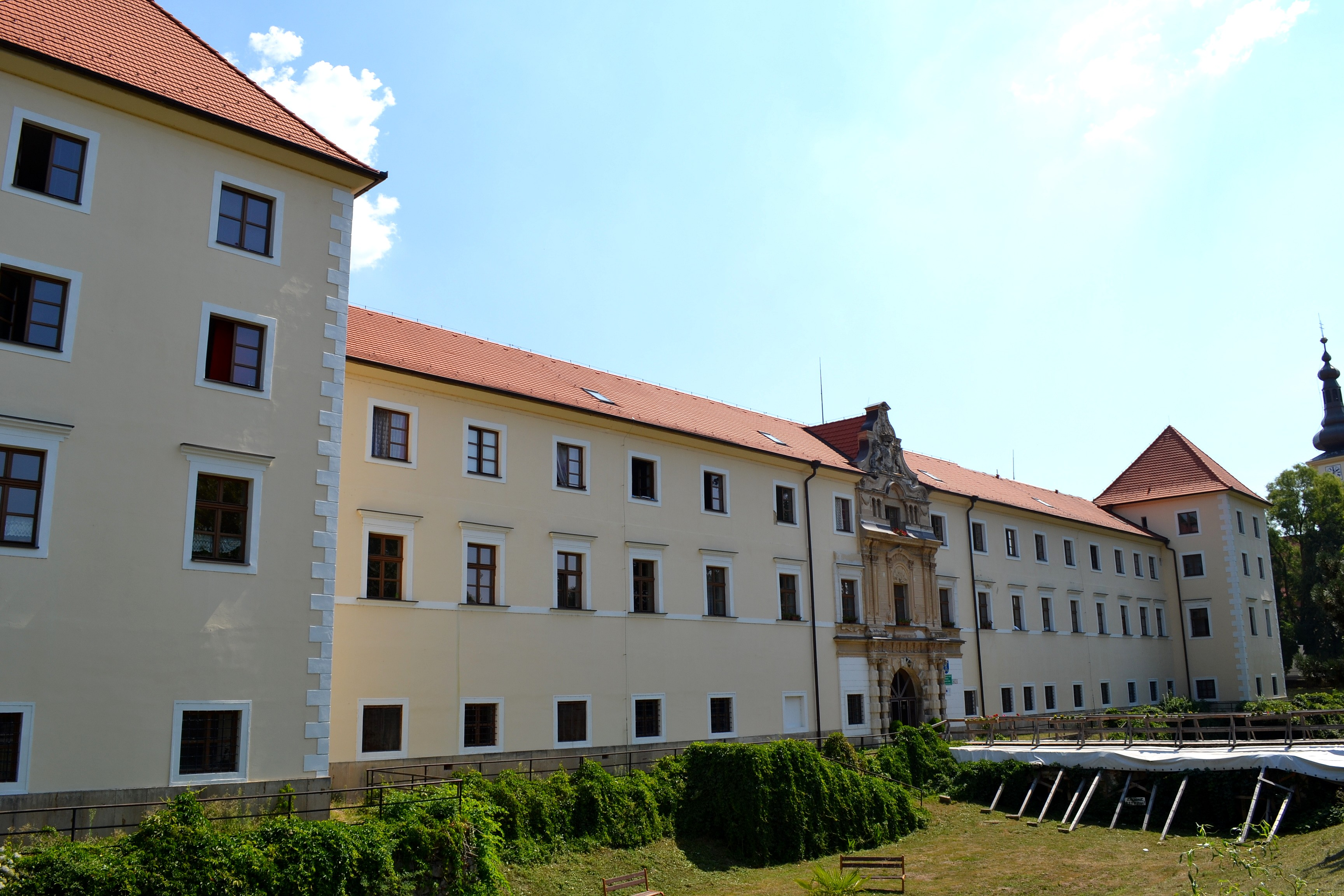
Schloss Stupava (Stampfen)
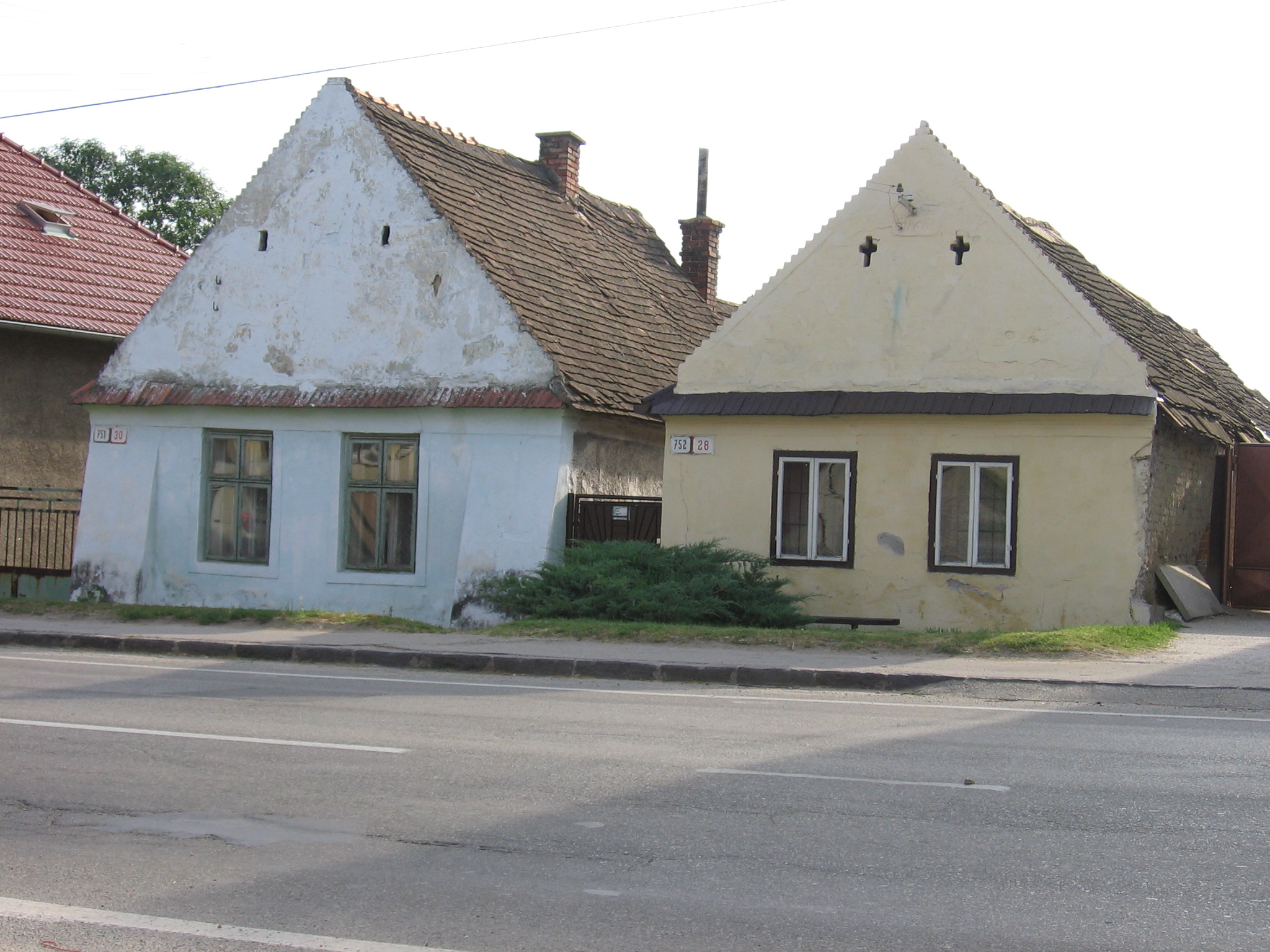
Habaner Häuser im Stadtteil Mást
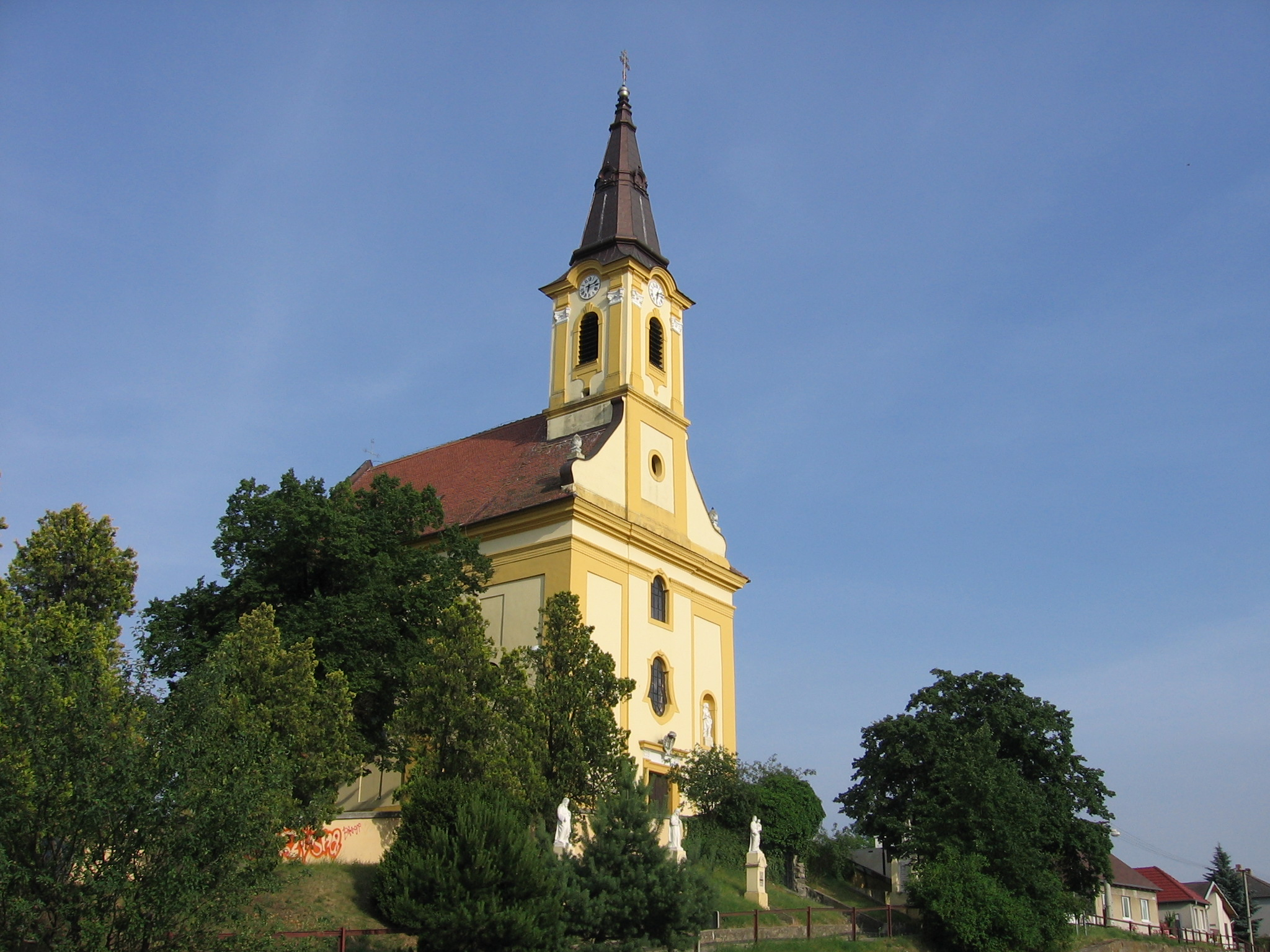
Katholische Kirche im Stadtteil Mást
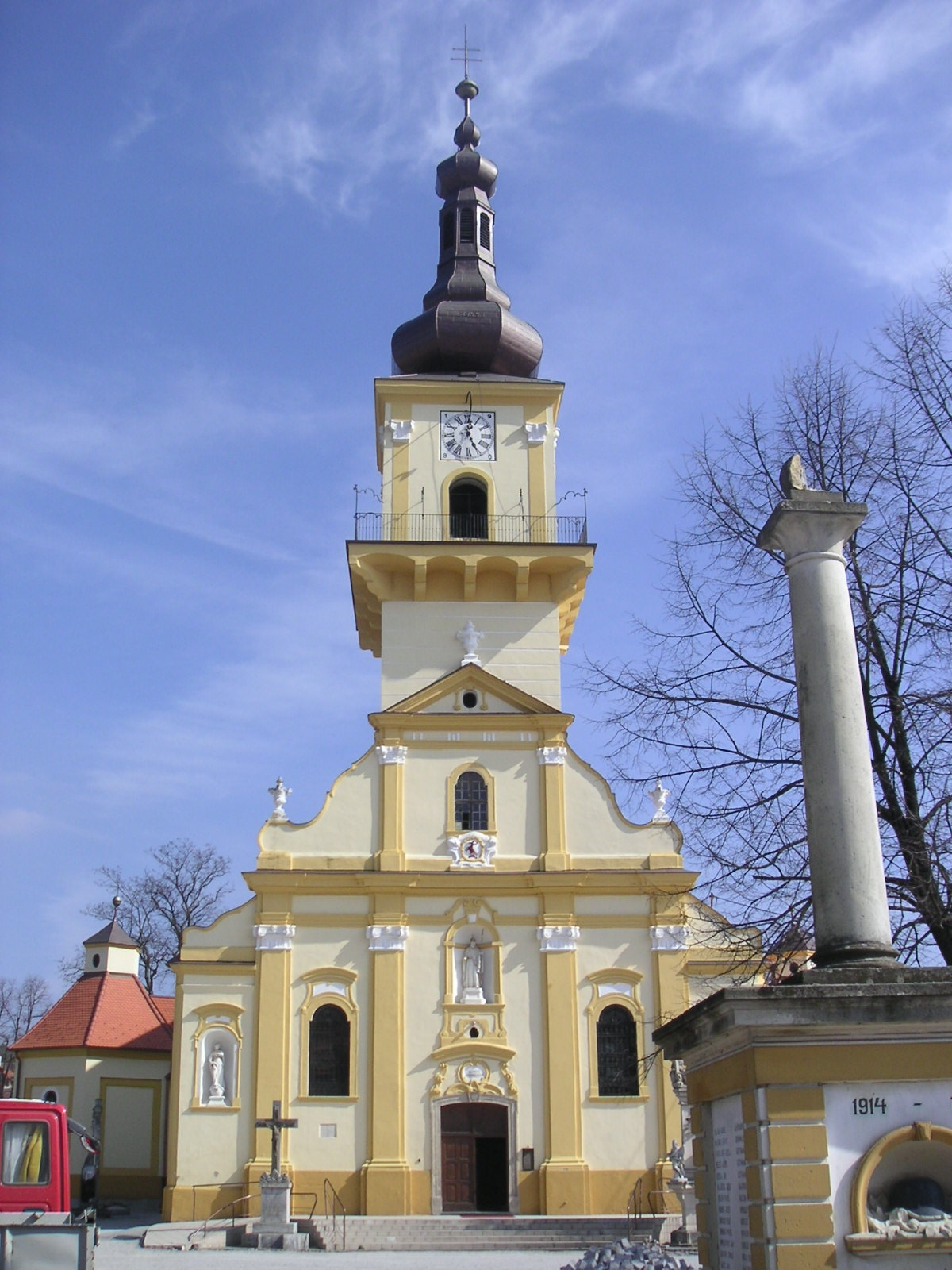
Katholische Kirche auf dem Platz Námestie sv. Trojice
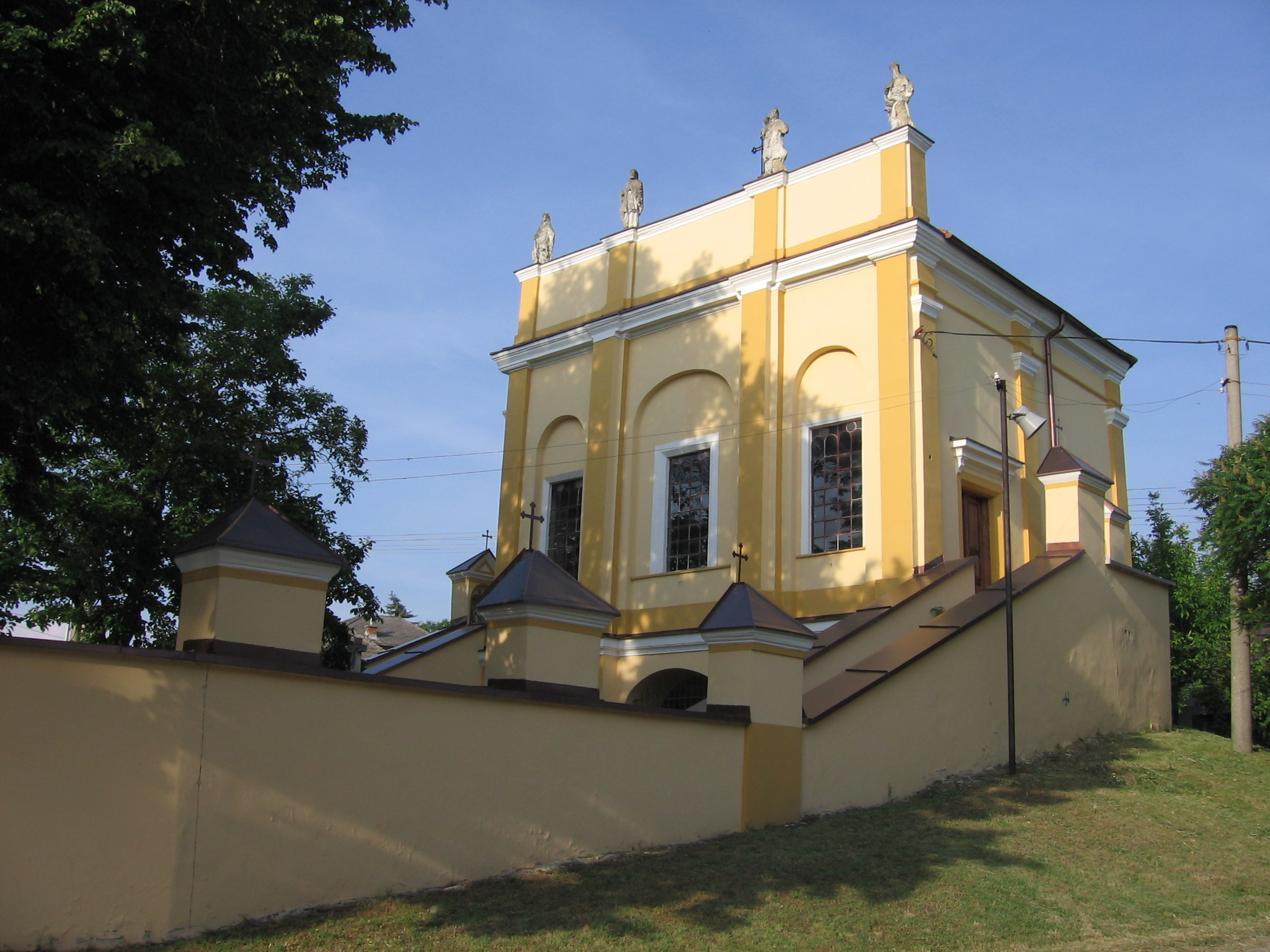
Kalvarienbergkapelle
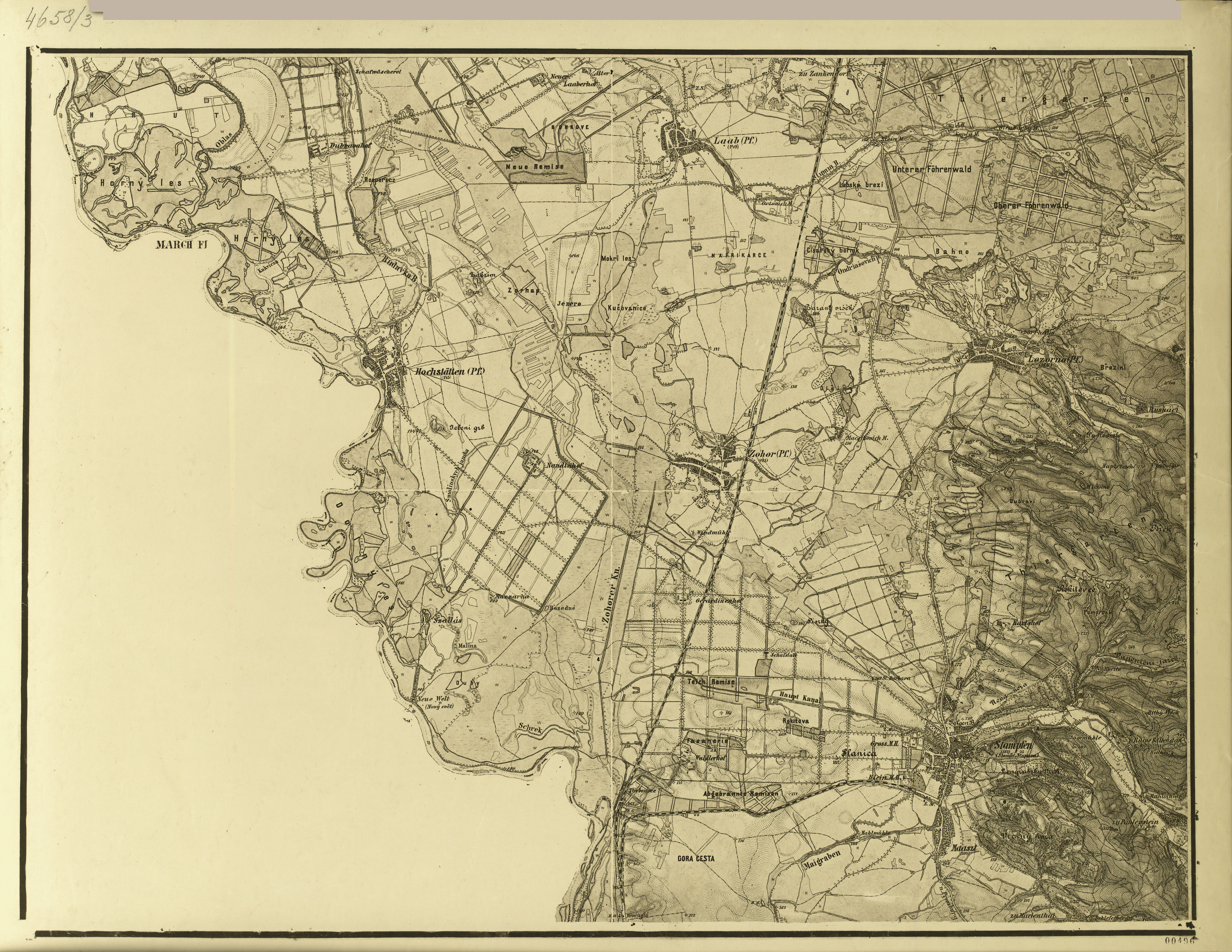
Stampfen und Umgebung in der Landesaufnahme um 1873
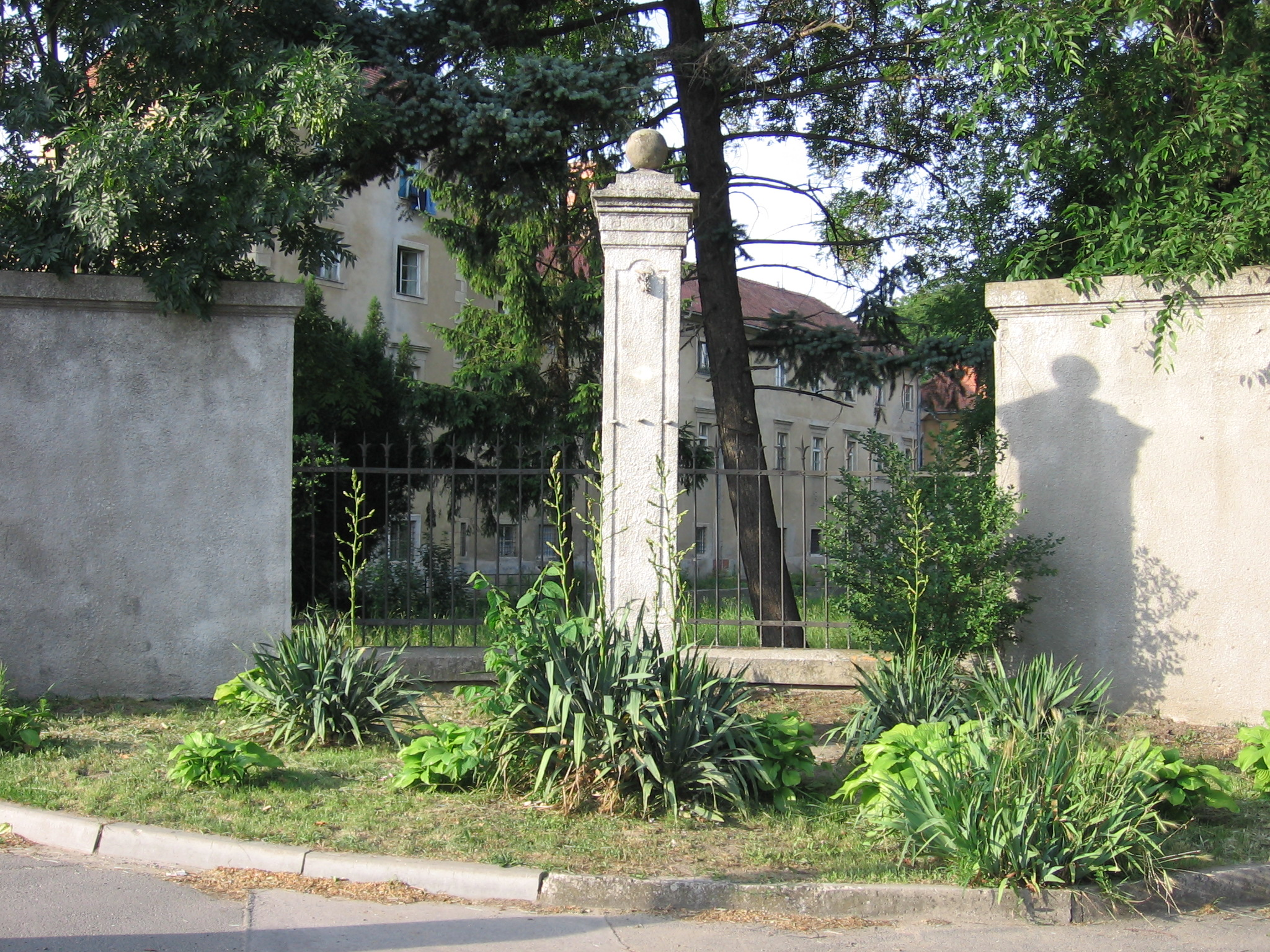
Steinerner Pranger
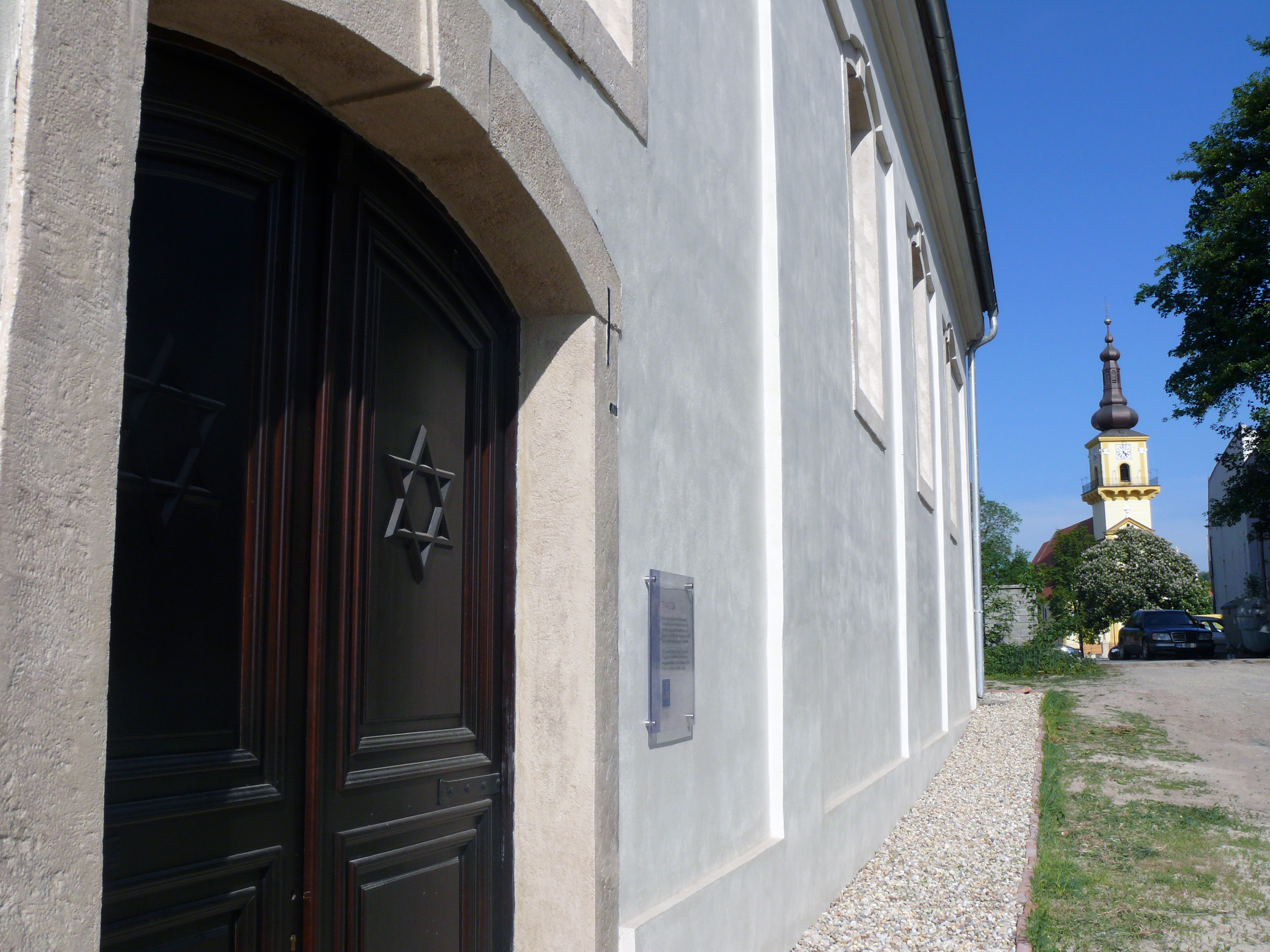
Synagoge mit dem Blick auf die katholische Kirche

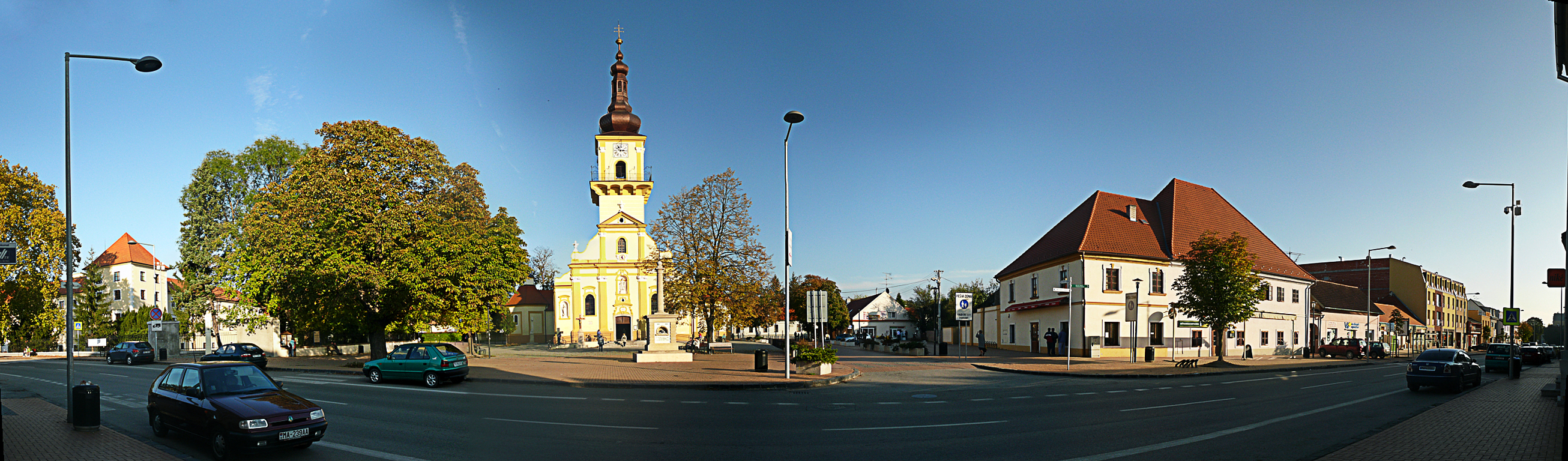
Panorama – Hauptplatz Námestie sv. Trojice mit der Kirche im Barockstil in der Mitte und dem Schloss links

## Persönlichkeiten
- Angelo Neumann (* 1838 in Stampfen; † 1910 in Prag), deutscher Opernsänger und Theaterintendant
- Stephan Burián (* 1852 in Stampfen; † 1922 in Wien), Politiker Österreich-Ungarns
- Ján Horecký (* 1920 in Stupava; † 2006 ebenda), slowakischer Linguist und Herausgeber